# Beaucourt
Beaucourt một thị xã và xã tại tỉnh Territoire de Belfort, vùng Bourgogne-Franche-Comté, đông bắc Pháp.
Về văn học:
Beaucourt Revisited là một thơ chiến tranh của A.P. Herbert.

## Thông tin nhân khẩu
Theo điều tra nhân khẩu năm 1999, xã này có dân số 5.348.
Kết quả ước tính năm 2007 là 5.013 người.